# Igor Kaczurowskyj

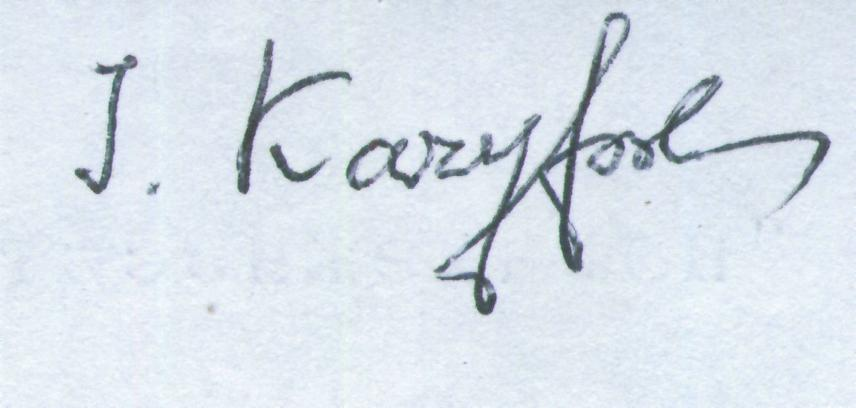
Katschurowskys Unterschrift

Igor Kaczurowskyj (ukrainisch Ігор Васильович Качуровський Ihor Wassylowytsch Katschurowskyj, wiss. transl. Ihor Vasyl'ovyč Kačurovs'kyj; * 1. September 1918 in Nischyn, Russisches Kaiserreich (heute Ukraine); † 18. Juli 2013 in München) war ein ukrainischer Dichter, Schriftsteller, Literaturtheoretiker und Rundfunk-Journalist. Er schrieb, vorwiegend auf Ukrainisch, aber auch Russisch und, seltener, Spanisch, Lyrik, Prosa, Abhandlungen, Kinderbücher und Parodien, manchmal unter einem der Pseudonyme: Andrij Veresen'; Chvedosij Čyčka; Françoise d'Erville. In seinen Gedichten vertrat er den Neoklassizismus, jene Richtung, die auch als der „ukrainische Parnaß“ bekannt ist und sich durch das Festhalten an den althergebrachten, klassischen Normen der Dichtkunst auszeichnet.

## Biographie und Lehrtätigkeit
Igor Kaczurowskyj (Schreibweise in verschiedenen Nachschlagewerken, fremdsprachigen Schriften usw.) wurde am 1. September 1918 in der Familie zweier Absolventen der Kiewer Universität geboren. Sein Vater war Jurist, der sich auch den Wirtschaftswissenschaften widmete und eine Zeitlang den Posten eines Assistenten des Staatssekretärs des Ukrainischen Zentralrates (Zentralna Rada) innehatte. Seine Mutter hatte Geschichtskunde an der Universität Kiew studiert.
Bis zu seinem 12. Lebensjahr lebte Igor in Kruty (Rajon Nischyn der Oblast Tschernihiw). 1932 siedelte sich die Familie in Kursk (Russland) an, um den Verfolgungen zu entkommen, die das Sowjetregime gegen alle Nicht-Proletarier betrieb. Dort studierte er am sog. Pädagogischen Institut, das er 1941 absolvierte. Zu seinen Professoren zählten Petro Odartschenko, und vor allem Boris Jarcho, der bekannte Forscher der mittelalterlichen Literatur. 1942 kehrte die Familie in die Ukraine zurück und begab sich im Folgejahr nach dem Westen, zunächst in die Slowakei; ab 1945 lebte Katschurowsky in Österreich.
Seine literarische Tätigkeit nahm er im Jahre 1946 mit der Kurzgeschichte „Der Pass“ auf, die mit einem Literaturpreis ausgezeichnet wurde. Er war einer der Redakteure der Zeitschrift „Litavry“ und einer der Begründer des Vereins Ukrainischer Gelehrter, Literaten und Künstler in Salzburg.
1948 emigrierte Kaczurowskyj nach Argentinien; dort lebte er in der nächsten Umgebung der Hauptstadt Buenos Aires und beschäftigte sich als gewöhnlicher Hafenarbeiter, redigierte aber gleichzeitig, als Chefredakteur, die Zeitschrift „Porohy“ (Dnipro-Stromschnellen), beteiligte sich am kulturellen Leben der ukrainischen Intellektuellen in Argentinien, war Mitarbeiter der Periodika „Novi Dni“ (Neue Tage), „Ovyd“ (Der Horizont), des humoristischen Blattes „Mitla“ (Der Besen) und schrieb daneben Gedichte, Prosawerke und Lehrbücher. Nachdem er sich ausreichende Spanischkenntnisse angeeignet hatte, nahm er die argentinische Staatsbürgerschaft an, besuchte 1958–1962 das Instituto Grafotécnico (ein Literaturinstitut) und leitete 1963 bis 1964 einen Lehrgang für Altukrainische Literatur an der Katholischen Universität; 1968 las er einen Kursus über Russische Literatur an der Universidad „El Salvador“, beide in Buenos Aires.
1969 siedelte er nach München um, blieb aber weiterhin argentinischer Staatsbürger. In München bekleidete er jahrelang den Posten eines Programmgestalters für Literatur- und Kulturfragen an der ukrainischen Redaktion des Senders Radio Free Europe/Radio Liberty, wo er zwischen 1970 und 1980 an die 2000 Skripte verfasste und im Rundfunk las.
An der Ukrainischen Freien Universität München (UFU) promovierte er 1973 zum Dr. phil. mit seiner Dissertation Davni slovjanski viruvannja ta jich zvj’azok z indo-irans’kymy relihijamy (Altslawische Glaubensbekenntnisse und deren Verbindung mit den indo-iranischen Religionen).
Von 1973 an hielt er alljährlich Vorlesungen, ab 1982 als ordentlicher Professor, über Theorie der Literatur (Verslehre, Stilistik, Werkaufbau und -Gattungslehre), Geschichte der ukrainischen Literatur der 1920er-30er Jahre, Geschichte der europäischen mittelalterlichen Literatur u. ä. an der UFU (Philosophische Fakultät). Daneben übernahm er zeitweise Vorlesungen in anderen Städten, z. B. in Buenos Aires, bei den Padri Basiliani in Rom und, nach dem Zerfall der Sowjetunion, mehrfach in der Ukraine (Kiew, Nischyn, Poltawa und Charkiw).
Er war Mitglied des ukrainischen Schriftstellervereins Slovo (Das Wort), des argentinischen Vereins SADE (Sociedad Argentina de Escritores) und, ab 1992, des ukrainischen Schriftstellerverbandes Spilka pys’mennykiv Ukrajiny.
Igor Kaczurowskyj verstarb am 18. Juli 2013 in München und wurde, auf seinen eigenen Wunsch, in seinem Heimatort Kruty beigesetzt. Die feierliche Bestattungszeremonie fand am 22. November 2013 unter Mitwirkung des Erzbischofs von Nischyn und Tschernihiw statt.
Kaczurowskyjs Nachlass wird im Archiv der Forschungsstelle Osteuropa an der Universität Bremen aufbewahrt. Er beinhaltet sein neben seinem Werk auch Korrespondenzen und Fotografien.

## Dichterische Tätigkeit

### Lyrik
Er ist der Autor folgender Gedichtbände:
- „Nad svitlym džerelom“(An der lichten Quelle), Salzburg 1948.
- „V dalekij havani“ (Im fernen Hafen), Buenos Aires 1956.
- „Pisnja pro bilyj parus“ (Das Lied vom weißen Segel), München 1971.
- „Svičada vičnosty“ (Spiegel der Ewigkeit), München 1990.
- Ein Sammelband erschien kurz vor seinem Tod mit dem Titel „Liryka“, Lwiw 2013.
- Die 1960 in Neu-Ulm erschienene epische Dichtung „Selo“ (Das Dorf) wurde in Kiew 2000 und 2001 zusammen mit der Gedichtsammlung „Osinni piznjocvity“ *(Herbstzeitlosen) in einem Band herausgegeben, zuletzt 2006 mit dem Titel „Selo v bezodni“ (Das Dorf im Abgrund).

Als Lyriker war Igor Kaczurowskyj ein überzeugter Verfechter der Theorien und Postulate des von Mykola Serow und seinem poetischen Kreis ins Leben gerufenen Neoklassizismus und ein Anhänger und ein Meister der sog. „Poesie der zweiten Stufe“, nach seinen eigenen Worten, der „transpositiven Lyrik“, deren Objekte Kunstwerke verschiedener Gattungen sein können, jener Kulturpoesie, die nach Meinung von Dmytro Nalyvajko zu den Hauptattributen des Klassizismus als einer Grundform des künstlerischen Denkens zählt (der Abschnitt „Stara Evropa“ [Das alte Europa] in der Gedichtsammlung „Spiegel der Ewigkeit“). Gleichzeitig war er der Verfasser fein empfundener Liebeslyrik („Das Lied vom weißen Segel“) sowie einer seltenen Naturverehrung, in der sich zum ersten Mal in der ukrainischen Literatur das Reich der Pilze zum Gegenstand einer tief empfundenen Lyrik gestaltet (das Kapitel „Hrybna mistyka“ [Die Mystik der Pilze], ebenfalls in „Spiegel der Ewigkeit“). Allgemein betrachtet ist Katschurowskys Lyrik gekennzeichnet durch eine schmerzhafte Diskrepanz zwischen der Zuwendung an die ewige Natur und an die hohen künstlerischen Errungenschaften vergangener Jahrhunderte einerseits und der Verneinung des ihnen kontrastierenden geistigen Verfalls der gegenwärtigen Zivilisation.
Seine Dichtung „Das Dorf“ ist gleichsam eine epische Leinwand mit der Darstellung der Hungersnot von 1932 bis 1933.
Die Hauptmerkmale seiner Lyrik sind der Hang zu einer neoklassizistischen Transparenz, erreicht durch die Anwendung offener Metaphern, eine erlesene Wortwahl, frei von jeglicher Vulgarität, sowie die absolute Gewährung des Vorrechts an die klassischen Versmaße (vorwiegend romanischen Ursprungs).
Seine Parodien, humoristische Etüden, literarische Scherze u. dgl. erschienen unter dem Pseudonym Chvedosij Čyčka, zuletzt „Parodiarium Chvedosija Čyky“, Drohobytsch, 2013.
Für Kinder schrieb er die Dichtung „Pan Koc’kyj“ (Der Herr von Kotskyj), Kiew 1992, mit einigen Illustrationen des bekannten ukrainischen Malers Boris Kriukow. Im Jahr 2016 erschien „Pan Koc'kyj“ (Der Herr von Kotskyj) in einer von der Deutschen Botschaft in Kiew geförderten Neuauflage, mit allen hinterlassenen Illustrationen, begleitet von einer deutschsprachigen Nachdichtung in Versen von Wilhelm Steinbüchler.
„U svynyachomu tsarstvi“ (Im Reich der Wildschweine), München, 1997.

### Prosa
- Šljach nevidomoho. (Der Weg eines Unbekannten), München 1956, ins Englische übertragen von Yuri Tkach und erschienen mit dem Titel Because Deserters Are Immortal, Doncaster (Australien) 1979, ins Deutsche übertragen von Lidia Kriukow, "Der Weg eines Unbekannten", Frankfurt am Main 2018.
- Zaliznyj kurkul’. (Der eiserne Großbauer), München 1959 und Poltawa 2005.
- Dim nad kručeju. (Das Haus am Abhang), München 1966.

Seine Kurzgeschichte Po toj bik bezodni (Jenseits des Abgrunds), NOVI DNI (Januar 1978, Nr. 335) erschien in englischer Übertragung in der indischen Zeitschrift URANIA (A JOURNAL OF CREATIVE WRITING AND LITERARY STUDIES), Kanpur, U. P., Vol. 1, No. 1, 1987 mit dem Titel Beyond the Abyss, a Modern Ukrainian Gothic Story.
Seine Prosawerke, zusammen mit den Kurzgeschichten Oči Atosa (Athos’ Augen), Krynycja bez vahadla (Grube ohne Pendel), Cybuljane vesillja (Die Zwiebelhochzeit) u. a. erschienen in einem Sammelband mit dem Titel Šljach nevidomoho, Kiew 2006.
Einige seiner Erinnerungen wurden im Band Kruty moho dytynstva (Das Kruty meiner Kindheit), Nischyn 2007, veröffentlicht. Die vollständige Sammlung seiner Memoiren  wurde mit dem Titel Spomyny i postati (Erinnerungen und Gestalten), Kiew 2018,  postum veröffentlicht.

### Übersetzungen
Seine Gedichtübertragungen erschienen im Laufe der Jahrzehnte in den einzelnen Gedichtbänden. Als gesonderte Ausgaben sind zu erwähnen:
- „Francesco Petrarca. Vybrane. Poesie scelte“ (ca. 50 Sonette aus dem Canzoniere), ZWEISPRACHIG, München 1982.
- „Zolota haluzka. La rama de oro“ (Der grüne Zweig), aus dem Spanischen, Katalanischen, Portugiesischen, Buenos Aires – München 1991.
- „Stežka kriz’bezmir. Ein Pfad durchs Unermeßliche“, ZWEISPRACHIG, 100 deutsche Gedichte, 750–1950. Paris–Lwiw–Zwickau 2000.
- „Čoven bez rybalky. La barca sin pescador“ (Das Boot ohne Fischer). Ein Theaterstück von Alejandro Casona. Buenos Aires 2000.
- „Okno v ukrainskuju poeziju“ (Ein Fenster zur ukrainischen Lyrik). Ukrainische Dichter in russischen Übersetzungen. München–Charkiw–Nischyn 2000.
- „Pisnja pro Roljanda“ (Das Rolandslied). Vollständige Ausgabe. Aus dem Altfranzösischen unter Beibehaltung des originalen syllabischen Versmaßes, Lwiw 2008.

Eine Zusammenfassung seiner Gedichtübertragungen (etwa 670 Gedichte bzw. Dichtungsfragmente von etwa 350 Autoren, aus etwa 23 alten und neuen Sprachen) erschien mit dem Titel
„Kruh ponadzemnyj“ (Der überirdische Kreis), Kiew 2007.
In seinen Übersetzungen vertrat Katschurowsky die Schule Mykola Serows, d. h. Streben nach der maximalen Genauigkeit gegenüber dem jeweiligen Original, nicht nur bezüglich des Inhalts, vielmehr auch der Beibehaltung der Metrik, des Strophenbaus, der Wortauswahl und nicht zuletzt der jeweiligen Stimmung und des emotionalen Charakters des Urtextes.
Bei westeuropäischen Sprachen bediente er sich häufig der Linear-Prosaübertragungen von Dipl. – Übersetzerin Lidia Kriukow.

### Presse (Medien)
Einige seiner Abhandlungen erschienen in deutschen Übertragungen in den Jahrbüchern der Ukrainekunde (Mitteilungen der Arbeits- und Förderungsgemeinschaft der ukrainischen Wissenschaften e. V.):
- „Der Eskapismus in der ukrainischen Literatur“, Mitteilungen Nr. 13, München 1975, Ss. 30–51. Ebd.:„Pavlo Fylypovyč. Literatura“ (Buchbesprechung, Ss. 151–154).
- „Ivan Bahrjanyjs Prosa“, Mitteilungen Nr. 14, München 1977, Ss. 114–133. Ebd.: „Dmytro Čyževs’kyj“ (in memoriam, Ss. 208–210); „Neydolannyj duch“ (Unbesiegbarer Geist), Buchbesprechung, Ss. 211–213.
- Besprechung des Buches „Rozstriljane Vidrodžennja“ (Erschossene Wiedergeburt), Mitteilungen Nr. 16, München 1979, Ss. 279–284.
- „Zwei Dichter im Kampf“, Mitteilungen Nr. 17, München 1980, Ss. 41–263. Ebd.: Besprechung des Buches „M.Draj Chmara: Aus dem literaturwissenschaftlichen Nachlaß“, Ss. 392–396.
- „Goethes Faust-Motive bei Jurij Klen“, Mitteilungen Nr. 18, München 1981, Ss. 199–213; Ebd.: Besprechung der „Anthologie der polnischen Lyrik“, Ss. 329–336.
- „Der ukrainische Parnaß“, Jahrbuch der Ukrainekunde, München 1983, Ss. 189–206.
- „Volodymyr Deržavyn“, Jahrbuch der Ukrainekunde, München 1984, Ss. 216–223.
- „Der Wahrheit und Schönheit ergeben“ (Lessja Ukrajinka und ihr Werk), Jahrbuch der Ukrainekunde, München 1986, Ss. 105–144.

Zahlreiche Beiträge erschienen, von den frühen 1950er Jahren bis zu seinem Tod, in folgenden ukrainischen Zeitschriften:
- NOVI DNI (Neue Tage), Toronto
- OVYD (Der Horizont), Chicago
- MOLODA UKRAJINA (Die junge Ukraine), Toronto
- NAŠA BAT’KIVŠČYNA (Unser Vaterland), Mountain Dale, N. Y
- ARKAN (Das Lasso), Buenos Aires
- VISNYK (Der Bote), Yonkers, New York City
- KRYLATI (Die Beflügelten), Brüssel
- VYZVOL´NYJ ŠLJACH (Der Befreiungsweg), London
- ZBIRNYK „SLOVO“ (Sammelband von „Slovo“ [Das Wort]), USA-Kanada
- SUČASNIST’ (Die Gegenwart), München-USA-Kiew
- BEREZIL’ (Lenzmond), Charkiw
- VSESVIT (Das Weltall), Kiew
- DZVIN (Die Glocke), Lwiw
- UKRAJINS’KYJ SAMOSTIJNYK (Der ukrainische Selbständige), München
- SLOVO I ČAS (Wort und Zeit), Kiew
- SAMOSTIJNA UKRAJINA (Die selbständige Ukraine), Kiew
- KYJIV, Kiew
- DNIPRO, Kiew
- CHRONIKA 2000, Kiew
- DUKLJA, Prešov
- UKRAJINS’KYJ ZASIV (Ukrainische Aussaat), Charkiw
- SOBORNIST’ (Die Einigkeit), München
- PRAPOR (Die Flagge), Charkiw
- SOVA (Die Eule), Ternopil
- UKRAJINS’KI PROBLEMY, Kiew
- KYJIVS’KA STAROVYNA (Kiew im Altertum), Kiew
- PAM’JATKY UKRAJINY (Denkmäler der Ukraine), Kiew
- ZERNA (Samen), Zwickau
- VARŠAVS’KI UKRAJINOZNAVČI ZAPYSKY (Warschauer Notizen zur Ukrainekunde), Warschau
- ODNOHOLOSNYK (Der Einstimmige), Kiew
- LITERATURNYJ ČERNIHIV, Tschernihiw
- UKRAJINS'KYJ LITERATURNYJ PROVULOK, Lublin

Beiträge in russischen Periodika:
- GRANI (Facetten), Frankfurt
  - Nr. 42, 1959 – Aus der zeitgenössischen ukrainischen Lyrik.
- KONTINENT
  - Nr. 11, 1977 – Zum 100. Jahrestag des Emser Ukas;
  - Nr. 13, 1977 – Übersetzungen ukrainischer Gedichte ins Russische;
  - Nr. 16, 1978 – Vier Übersetzungen ukrainischer Gedichte und Autorenkurzbiographien;
  - Nr. 45, 1985 – Gedichte aus seiner Sammlung „Im fernen Hafen“ in russischen Übertragungen.
- NOVYJ ŽURNAL (Neue Zeitschrift), New York
  - Nr. 141, 1980 – Europäische Lyrik auf sowjetische Art;
  - Nr. 145, 1981 – Die Lyrik Jevhen Plužnyks;
  - Nr. 159, 1985 – Maksym Ryl’s’kyjs Lyrik.

## Wissenschaftliche Tätigkeit
Im Bereich der Literaturtheorie befolgt Katschurowsky die Grundsätze von Boris Jarcho und Volodymyr Deržavyn.
Als erstes, populär-wissenschaftliches Werk ist
- „Novela jak žanr“ (Die Novelle als Gattung), Buenos Aires 1958, zu nennen. Es folgten:
- „Strofika“ (Eine Abhandlung über den Strophenbau), München 1967;
- „Fonika“ (Phonik), München 1984;
- „Narys komparatyvnoji metryky“ (Ein Abriß der vergleichenden Metrik), München 1985; die drei letztgenannten Lehrbücher wurden 1994 vom ukrainischen Ministerium für Unterricht als empfehlenswert für Hochschulstudenten der Philologie bestätigt und neu aufgelegt.
- „Osnovy analizy movnych form“ (Grundbegriffe der Analyse sprachlicher Formen), Tl. 1 Leksika, München-Nischyn 1994; Tl. 2 Figuren und Tropen, München-Kiew 1995.
- „Generyka i architektonika“ (Aufbau- und Gattungslehre), Bd. 1: Literatura evropejs’koho Serednjoviččja (Die Literatur des europäischen Mittelalters), Kyjiv 2005; Bd. 2: Tl. 1 Zasady naukovoho literaturoznavstva (Grundsätze der Literaturwissenschaft); Tl. 2 Žanry novoho pys’menstva (Grundsätze der neue Literatur), Kiew 2008.

Das Hauptanliegen dieser Schriften ist eine Beweisführung hinsichtlich des unerschöpflichen Potentials der traditionell durch Jahrhunderte belegten Grundlagen der Weltliteratur, der immerwährenden Gültigkeit der klassischen, genauen Reime, des Gesamtaufbaus der literarischen Werke und der erprobten Postulate in Bezug auf die diversen Genres.
Eine Zusammenfassung seiner Forschungsarbeit als Literaturhistoriker ist sein Werk „Promenysti syl’vety: lekciji, dopovidi, statti, eseji, rozvidky“ (Strahlende Silhouetten: Lesungen, Vorträge, Artikel, Abhandlungen, Untersuchungen), München 2002 – Kiew 2008, dessen Hauptanliegen in der Absicht zu sehen wäre, das Andenken an die halbvergessenen hervorragenden Gestalten der Literatur aufzufrischen und sie näher zu beleuchten.
Ebenfalls eine (teilweise) Zusammenfassung, diesmal auf einem anderen Gebiet, nämlich dem seines Wirkens als Rundfunkkommentator und Verfasser von Radioskripten über literarisch-künstlerische Themen: „150 vikon u svit: z besid, transljovanych po radio Svoboda“ (150 Fenster zur Welt: aus den Rundfunkübertragungen von Radio Liberty), Kiew 2008.
Die ästhetischen Anschauungen Katschurowskys erlauben es, in ihm, neben Volodymyr Deržavyn, einen unermüdlichen Verfechter der Theorien des Neoklassizismus im Westen zu sehen, nämlich der Überzeugung, dass die Schönheit als das höchste Ideal zu betrachten wäre, gleichsam als die Synthese des Guten und Wahren und dass die Kunst keiner äußeren Gegebenheit, sei sie sozialen, politischen, klimatischen oder sonst eines anderen Ursprungs, unterzuordnen ist.
Er beteiligte sich an mehreren Kongressen und Literatursymposien:
- „Le Parnasse ukrainien“, im Rahmen des Colloque sur LA RENAISSANCE NATIONALE ET CULTURELLE EN UKRAINE DE 1917 AUX ANNEES 30, Paris, 25. und 26. Nov. 1982, organisiert vom Institut National des Langues et Civilisations Orientales 2, rue de Lille, 75007 Paris.
- „Über die christlichen Elemente in der Weltanschauung und im Werk Lessja Ukrajinkas“,

im Rahmen des Symposiums LESSJA UKRAJINKA UND DIE EUROPÄISCHE LITERATUR, München, Schloß Nymphenburg, 10. November 1988.
- Unter anderem ist er der Verfasser der populären Abhandlung „Putivnyk dlja hrybariv“ (Ein Wegweiser für Pilzsammler), erschienen zusammen mit V. Baranovs Führer „Z Kyjeva do Kačanivky čerez Nižyn“ (Von Kiew nach Kačanivka durch Nischyn), Nischyn 2011.

Er war, zusammen mit Sviatoslav Hordynsky und Lidia Kriukow, Redakteur und der Verfasser des Einführungsessays zu „Chrestomatija ukrajins’koji relihijnoji literatury, kn. 1 – Poezija“ (Chrestomatie der ukr. religiösen Literatur, 1. Bd. – Lyrik), München-London 1988, sowie der Autor zahlreicher Einleitungen, wie zu Mychajlo Orest: „Pizni vruna“ (Späte Knospen);
„Ukrajins’ka Musa“, Buenos Aires 1973;
Jurij Klen: „Tvory“ (Werke), New York 1992;
„Italija v ukrajins’kij poeziji“ (Italien in der ukrainischen Dichtkunst), Lwiw 1999.

## Auszeichnungen
- 1982 – Preis des Ivan Franko-Fonds, Chicago, für die Übersetzung Francesco Petrarcas.
- 1994 – Maksym Ryl’s’kyj-Preis, verliehen für sein Wirken als Übersetzer.
- 2002 – Preis der Zeitschrift Sučasnist’(Die Gegenwart) und der Liga ukrainischer Mäzene für seine Abhandlung „Gotyčna literatura ta jiji žanry“ (Die gotische Literatur und ihre Genres").
- 2003 – Volodymyr Vernads’kyj-Preis für seinen erheblichen Beitrag zur intellektuellen Entfaltung der Ukraine.
- 2006 – Volodymyr-Svidzins’kyj-Literaturpreis für seine Tätigkeit als Dichter und Übersetzer.
- 2006 – Taras-Schewtschenko-Preis für sein Buch „Promenysti syl’vety“ (Strahlende Silhouetten), München 2002 – Kiew 2008.
- 1998 – Verdienstorden III. Grades.